# Argirelina
L'argirelina è un peptide amminico, non tossico, responsabile dell'attività distensiva della pelle.

## Utilizzi
L’argirelina attenua e previene le rughe di espressione e i segni provocati dalle micro-contrazioni cutanee. 
Il suo meccanismo d'azione è botulino-simile. Blocca il rilascio dell'acetilcolina e quindi inibisce la contrazione dei muscoli facciali. Leviga e rende la pelle omogenea, attenuando rughe e micro-rilievi cutanei. L'argirelina induce la produzione di nuovo collagene, che rafforza e ridensifica i tessuti. Per queste sue caratteristiche viene utilizzato in cosmetica in preparati (lozioni, pomate e altro) da somministrare come trattamento anti invecchiamento.